# Cerynea albilauta
Cerynea albilauta là một loài bướm đêm trong họ Erebidae.